# Rumaucourt
Rumaucourt è un comune francese di 708 abitanti situato nel dipartimento del Passo di Calais nella regione dell'Alta Francia.

## Società

### Evoluzione demografica
Abitanti censiti